# Gonzalo Farfán
Gonzalo Farfán Infante (Città del Messico, 25 febbraio 1961) è un ex calciatore messicano, di ruolo centrocampista.

## Carriera

### Club
Ha trascorso l'intera carriera nel campionato messicano.

### Nazionale
Ha partecipato ai Mondiali Under-20 del 1981.
Ha collezionato 27 presenze con la maglia della nazionale in 9 anni di militanza, partecipando anche alla Gold Cup del 1991 ottenendo un terzo posto.

## Palmarès

### Club

#### Competizioni nazionali
- Campionato messicano: 5

America: 1984, 1985, Prode 1985, 1988, 1989
- Supercoppa del Messico: 1

America: 1988

#### Competizioni internazionali
- CONCACAF Champions League: 4

Atlante: 1983
America: 1987, 1990, 1992